# Ољанико
Ољанико (итал. Oglianico) је насеље у Италији у округу Торино, региону Пијемонт.
Према процени из 2011. у насељу је живело 973 становника. Насеље се налази на надморској висини од 331 м.

## Становништво
Према резултатима пописа становништва 2011. у општини је живело 1.426 становника.
| 1931. | 1936. | 1951. | 1961. | 1971. | 1981. | 1991. | 2001. | 2011. |
| ----- | ----- | ----- | ----- | ----- | ----- | ----- | ----- | ----- |
| 1.020 | 1.017 | 1.096 | 1.155 | 1.221 | 1.238 | 1.209 | 1.291 | 1.426 |